# Уравнение Линдблада
Уравнение Линдблада (реже: уравнение Горини — Коссаковского — Сударшана — Линдблада, англ. GKSL equation или уравнение англ. FGKSL equation: Franke — Gorini — Kossakowski — Lindblad — Sudarshan, связанное с именем В. А. Франке) — уравнение для матрицы плотности, является наиболее общим видом марковского производящего уравнения, описывающего неунитарную (диссипативную, негамильтонову) эволюцию матрицы плотности {\displaystyle \rho }. Эволюция при этом представляется вполне-положительным отображением (супероператором), сохраняющим след. Предложено в 1976 году Витторио Горини, Анжеем Коссаковским, Джорджем Сударшаном и Йёраном Линдбладом.
Уравнение Линдблада для матрицы плотности может быть записано в виде:
{\displaystyle {\frac {d}{dt}}\rho ={\frac {1}{i\hbar }}[H,\rho ]+{\frac {1}{2\hbar }}\sum _{k=1}^{\infty }{\big (}[V_{k}\rho ,V_{k}^{\dagger }]+[V_{k},\rho V_{k}^{\dagger }]{\big )},}
где {\displaystyle \rho } — матрица плотности, {\displaystyle H} — оператор Гамильтона, {\displaystyle V_{k}} — некие операторы. Если операторы {\displaystyle V_{k}} равны нулю, то уравнение Линдблада переходит в уравнение фон Неймана (квантовое уравнение Лиувилля).
Уравнением Линдблада называют также уравнение для квантовой наблюдаемой. Это уравнение имеет вид:
{\displaystyle {\frac {d}{dt}}A=-{\frac {1}{i\hbar }}[H,A]+{\frac {1}{2\hbar }}\sum _{k=1}^{\infty }{\big (}V_{k}^{\dagger }[A,V_{k}]+[V_{k}^{\dagger },A]V_{k}{\big )},}
где {\displaystyle A} — квантовая наблюдаемая. Если операторы {\displaystyle V_{k}} равны нулю, то уравнение Линдблада для квантовой наблюдаемой {\displaystyle A} переходит в уравнение Гейзенберга
Уравнение Линдблада, называемое также квантовым марковским уравнением, применяется для описания открытых, диссипативных и негамильтоновых квантовых систем.
Важным частным случаем уравнения Линдблада является модель случайных столкновений, в которой операторы {\displaystyle V_{k}} имеют вид: {\displaystyle V_{kl}=\hbar \gamma {\sqrt {{\tilde {\rho }}_{kk}}}|k\rangle \langle l|} (для удобства записи матричный индекс {\displaystyle \ k} заменен на двойной). Подстановка этих операторов приводит уравнение Линдблада к виду:
{\displaystyle {\frac {d}{dt}}\rho ={\frac {1}{i\hbar }}[H,\rho ]+\gamma ({\tilde {\rho }}-\rho ),}
где {\displaystyle {\tilde {\rho }}} — фиксированная диагональная матрица с ненулевыми элементами {\displaystyle {\tilde {\rho }}_{kk}}, такими, что {\displaystyle \operatorname {Tr} {\tilde {\rho }}=1}, описывающая матрицу плотности термодинамически равновесного состояния системы. Модель случайных столкновений пригодна для случаев, когда взаимодействие квантовой системы с резервуаром происходит в режиме коротких и сильных импульсов, между которыми система эволюционирует как закрытая.